# Självsuggestion
Självsuggestion (autosuggestion) är en teknik, liknande självhypnos, som används för att intala sig själv saker. Dess förespråkare hävdar bland annat att man kan bota sjukdomar genom att övertyga sig själv om att man inte har dem.